# A Faithful Christmas
Albums de Faith Evans
The First Lady
(2005) Something About Faith
(2010)
A Faithful Christmas est le cinquième album studio de Faith Evans, sorti le 25 octobre 2005.
Cet opus reprend des chants de Noël et propose deux compositions originales, Happy Holiday et Christmas Wish, écrites par la chanteuse et sa fille, Chyna Griffin.
L'album s'est classé 70e au Top R&B/Hip-Hop Albums.

## Liste des titres
| No  | Titre                   | Auteur                                                    | Durée |
| --- | ----------------------- | --------------------------------------------------------- | ----- |
| 1.  | Happy Holiday           | Faith Evans, Chyna T. Griffin                             | 5:19  |
| 2.  | The Day That Love Began | Ron Miller, Deborah Wells                                 | 3:26  |
| 3.  | Soulful Christmas       | James Brown, Alfred Ellis, Hank Ballard                   | 3:06  |
| 4.  | Santa Baby              | Joan Javits, Philip Springer, Tony Springer               | 3:19  |
| 5.  | Merry Christmas Baby    | Lou Baxter, Johnny Moore                                  | 4:33  |
| 6.  | Mistletoe and Holly     | Frank Sinatra, Dok Stanford, Hank Sanicola                | 2:16  |
| 7.  | Christmas Wish          | Evans, Griffin, Baxter, Johnny Dudley Moore, Toni Coleman | 3:31  |
| 8.  | Christmas Song          | Robert Wells, Mel Tormé                                   | 3:35  |
| 9.  | This Christmas          | Nadine McKinnor, Donny Pitts                              | 3:51  |
| 10. | White Christmas         | Irving Berlin                                             | 3:26  |
| 11. | O Come, All ye Faithful | John Francis Wade                                         | 3:37  |